# 萝卜饺子

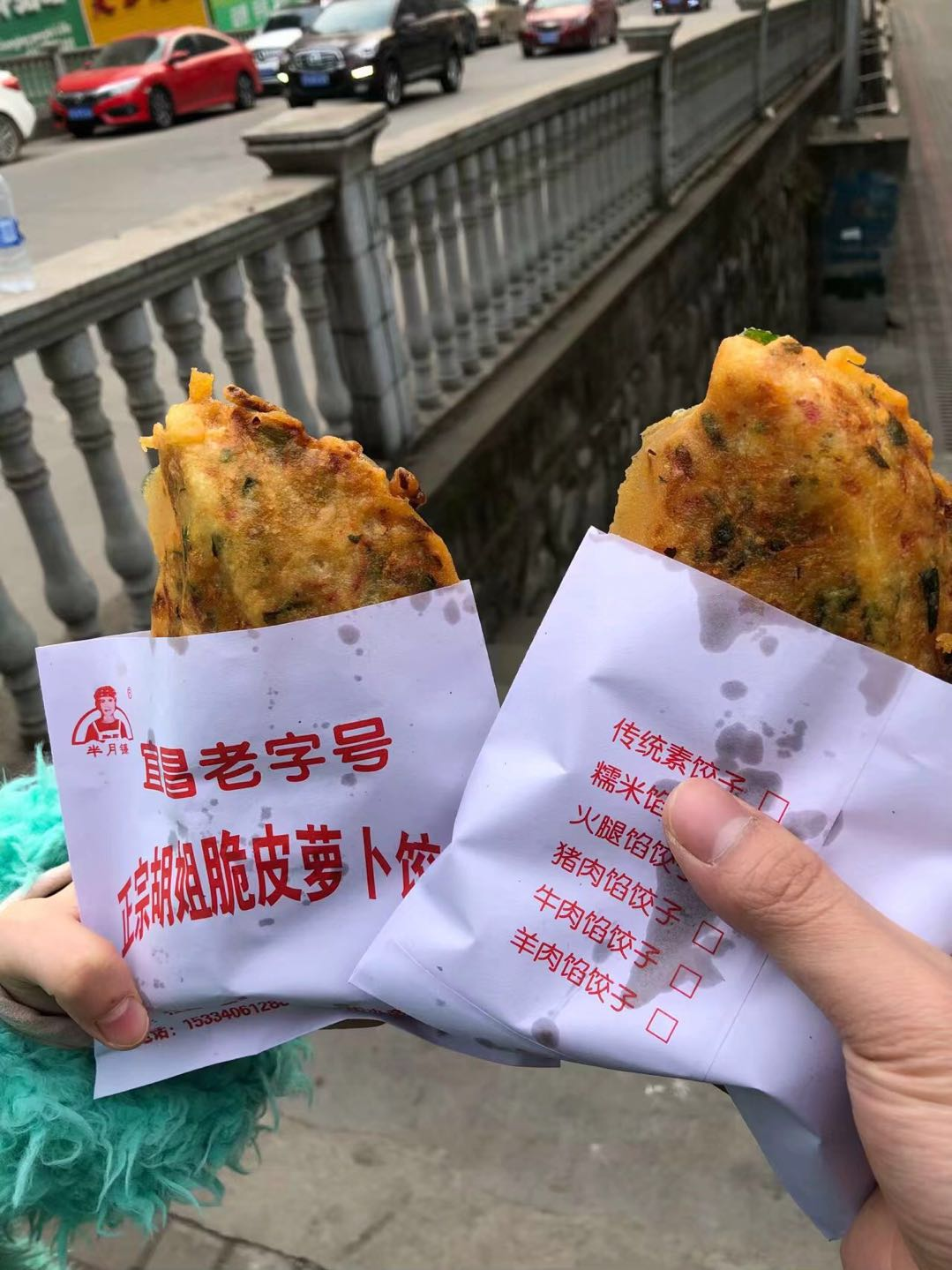
萝卜饺子

萝卜饺子是湖北省宜昌市的地方小吃，形状类似饺子，但其体积比饺子要大很多。它的外表由液态米浆构成，在其内部含有萝卜丝、葱花，并加有食盐、味精、胡椒粉等佐料。萝卜饺子在沸腾的油锅里烹炸而成。成品萝卜饺子的外表呈金黄色。

## 在宜昌地区的影响
萝卜饺子的摊点通常在每年的秋冬季节出现，并且大多数是随意摆在街头的。萝卜饺子这种小吃在宜昌地区有很高的知名度。在宜昌市解放路步行街的主干道上，政府摆放了一个铜制的萝卜饺子摊点雕像。由于萝卜饺子自身价格低廉，因此，萝卜饺子在宜昌一直经久不衰。